# Obraz Matki Bożej Pocieszenia z Golina
Obraz Matki Bożej Pocieszenia w Golinie – obraz z II poł. XVII wieku nieznanego artysty, namalowany na płótnie i naklejony na deskę. Obraz przedstawia Madonnę z Dzieciątkiem Jezus na lewej ręce. Obraz znajduje się w ołtarzu głównym kościoła pw. św. Andrzeja Apostoła w Golinie.

## Historia Obrazu
Pochodzenie obrazu i dokładna data jego powstania nie są znane. Jak mówi legenda obraz został namalowany przez ks. Piotra, pierwszego proboszcza golińskiej parafii. Co dokładnie działo się z obrazem nie wiadomo. Dokumenty parafialne wskazują, że obraz powstał w II poł. XVII wieku. Obraz był kilkakrotnie przemalowywany, jednak podczas ostatniej konserwacji odzyskano pierwotne kolory. W 1967 r. parafianie golińscy złożyli liczne ofiary na odnowienie głównego ołtarza i obrazu Matki Boskiej Pocieszenia. Konserwacji obrazu dokonali mgr Henryk Wołujewicz i mgr Barbara Onyszkiewicz w Poznaniu. W 1968 r. przywieziono do kościoła obraz Matki Boskiej Pocieszenia z Opola, gdyż tam był ostatecznej poddany konserwacji. W 2012 roku obraz ponownie poddano gruntownej renowacji w Diecezjalnej Pracowni Artystyczno-Konserwatorskiej z Ostrowa Wlkp. W wyniku tych prac odkryta została gwiazda na ramieniu Matki Bożej. Obraz dawniej przykryty był suknią z blachy miedzianej i posrebrzonej, wykonanej w 1826 roku.

## Opis obrazu
Pierwotnie obraz był mniejszy; płaszczyznę płótna powiększono poprzez dodanie kilkucentymetrowego obrzeża. Obecnie obraz posiada wymiary 133 na 93 cm. Kompozycja tego obrazu nawiązuje do rzymskiego wizerunku Salus Populi Romani (Ucieczka Ludu Rzymskiego) w Polsce czczonego m.in. jako wizerunek Matki Boskiej Pocieszenia. Obraz przedstawia Madonnę z Dzieciątkiem Jezus na lewej ręce. Brązowe tło rozjaśnia się wokół głowy Matki i Syna, przechodzi w kolor złocistożółty. Głowy również okolone są złocistymi promieniami. Maryja ma twarz o rysach pociętych i surowych, oczy ciemne, brwi szerokie, usta małe. Spięty pod szyją szaroniebieski płaszcz oblamowany złotem, częściowo pokrywa suknię, która jest koloru czerwonego ze złotym obrzeżem. Prawa ręka Matki Boskiej spoczywa na piersi, lewa podtrzymuje dzieciątko ubrane w szarobiałą suknię. Jezus prawą dłoń unosi w geście błogosławieństwa, w lewej trzyma książkę. Na głowie Matki Bożej i Jezusa znajdują się korony wykonane w srebrze i pozłacane.

## Koronacja obrazu
Cudowny obraz Matki Bożej Pocieszenia został koronowany 23 sierpnia 1970 roku przez ks. kardynała Prymasa Stefana Wyszyńskiego koronami papieskimi.

## Kult religijny
Obraz Matki Bożej Pocieszenia w Golinie uznawany jest przez wiernych jako obraz cudowny. Świadczą o tym liczne wota zgromadzone przy ołtarzu. Kult Golińskiej Matki Bożej Pocieszenia nie posiada historycznej dokumentacji. Wyłonił się jako fakt już istniejący. W świadomości wiernych obraz nabrał waloru "łaskawości". Po raz pierwszy w sprawozdaniu wizytacyjnym z 1726 roku znajdowała się wzmianka, że obraz ten to "imago gratiosa".

## Kopia obrazu
Kopia golińskiego obrazu znajduje się w parafii Lisów (około 12 kilometrów od Czeskich Budziejowic). Jak  wskazują diecezjalne dokumenty obraz Matki Bożej Liszowskiej, który jest bardzo podobny do obrazu Matki Bożej Pocieszenia w Golinie przywiózł do Czechy polski ksiądz Stanisław Gajecius około roku 1660.